# Protodriloididae
Protodriloididae zijn een familie van borstelwormen (Polychaeta).

## Geslachten
- Protodriloides Jouin, 1966